# Emanoil Răducanu
Emanoil Răducanu, né le 7 octobre 1929, à Bucarest, en Roumanie et mort en 1991, est un ancien joueur de basket-ball roumain.